# Denis Villeneuve
Denis Villeneuve OC CQ (tiếng Pháp: [dəni vilnœv]; sinh ngày 3 tháng 10 năm 1967) là một đạo diễn, biên kịch và nhà sản xuất điện ảnh người Canada gốc Pháp. Ông là chủ nhân của 4 giải màn bạc Canada (tiền thân là giải Genie) cho Đạo diễn xuất sắc nhất, lần lượt với các tác phẩm Maelström năm 2001, Polytechnique năm 2009, Incendies năm 2011 và Enemy năm 2013. Ba trong số những tác phẩm kể trên cũng giành giải màn bạc Canada cho phim hay nhất, trong khi Enemy được Hiệp hội phê bình phim Toronto trao giải cho phim điện ảnh Canada xuất sắc nhất năm.
Trên thị trường quốc tế, ông nổi tiếng nhờ chỉ đạo những tác phẩm được đánh giá cao về mặt chuyên môn, như hai phim giật gân Lần theo dấu vết (2013) và Ranh giới (2015) cũng như hai bộ phim khoa học viễn tưởng Cuộc đổ bộ bí ẩn (2016) và Tội phạm nhân bản 2049 (2017). Nhờ tác phẩm Cuộc đổ bộ bí ẩn, ông đã giành được một đề cử Oscar cho đạo diễn xuất sắc nhất. Tháng 12 năm 2019, ông còn được Hiệp hội phê bình Hollywood trao giải Nhà làm phim của thập kỷ.

## Danh sách phim

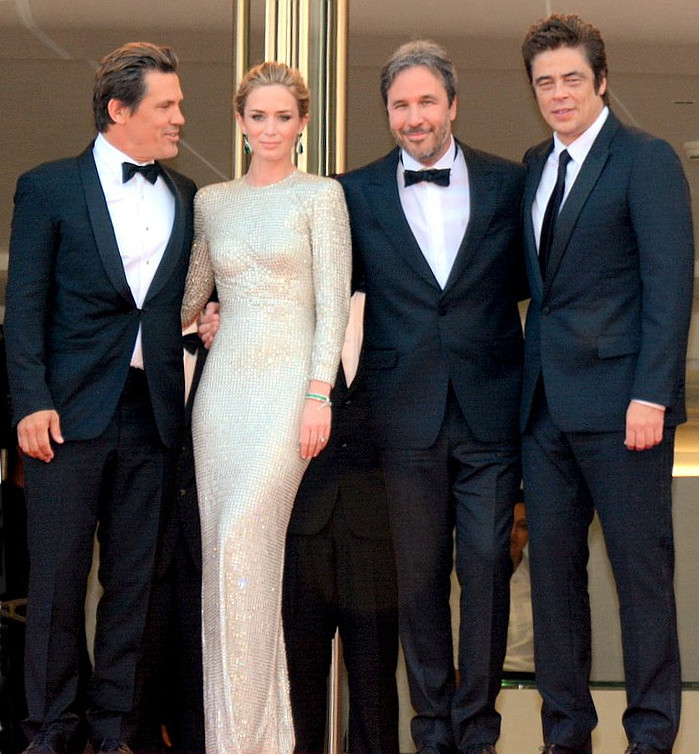
Villeneuve cùng các diễn viên Josh Brolin, Emily Blunt và Benicio del Toro tại lễ công chiếu của bộ phim Ranh giới ở Liên hoan phim Cannes 2015

### Điện ảnh
| Năm     | Tựa đề               | Đạo diễn | Biên kịch | Nhà sản xuất |
| ------- | -------------------- | -------- | --------- | ------------ |
| 1998    | August 32nd on Earth | Có       | Có        | Không        |
| 2000    | Maelström            | Có       | Có        | Không        |
| 2009    | Polytechnique        | Có       | Có        | Không        |
| 2010    | Incendies            | Có       | Có        | Không        |
| 2013    | Lần theo dấu vết     | Có       | Không     | Không        |
| 2013    | Enemy                | Có       | Không     | Không        |
| 2015    | Sicario              | Có       | Không     | Không        |
| 2016    | Arrival              | Có       | Không     | Không        |
| 2017    | Blade Runner 2049    | Có       | Không     | Không        |
| 2020    | Dune: Hành tinh cát  | Có       | Có        | Có           |
| Chưa rõ | Cleopatra            | Có       | Không     | Không        |
| Chưa rõ | Chuyển thể The Son   | Có       | Không     | Không        |

### Phim ngắn
| Năm  | Tựa đề                                                               | Đạo diễn | Biên kịch |
| ---- | -------------------------------------------------------------------- | -------- | --------- |
| 1990 | La Course Destination Monde                                          | Có       | Không     |
| 1994 | REW FFWD                                                             | Có       | Có        |
| 1996 | Cosmos ("Le Technétium"segment)                                      | Có       | Có        |
| 2006 | 120 Seconds to Get Elected                                           | Có       | Có        |
| 2008 | Next Floor                                                           | Có       | Không     |
| 2011 | Rated R for Nudity                                                   | Có       | Có        |
| 2013 | Étude empirique sur l'influence du son sur la persistance rétinienne | Có       | Có        |

### Truyền hình
| Năm  | Tên                  | Đạo diễn          | Biên kịch | Sản xuất      |
| ---- | -------------------- | ----------------- | --------- | ------------- |
| 2020 | Dune: The Sisterhood | Có (tập thí điểm) | Không     | Có (giám đốc) |